# W.V. Awdry

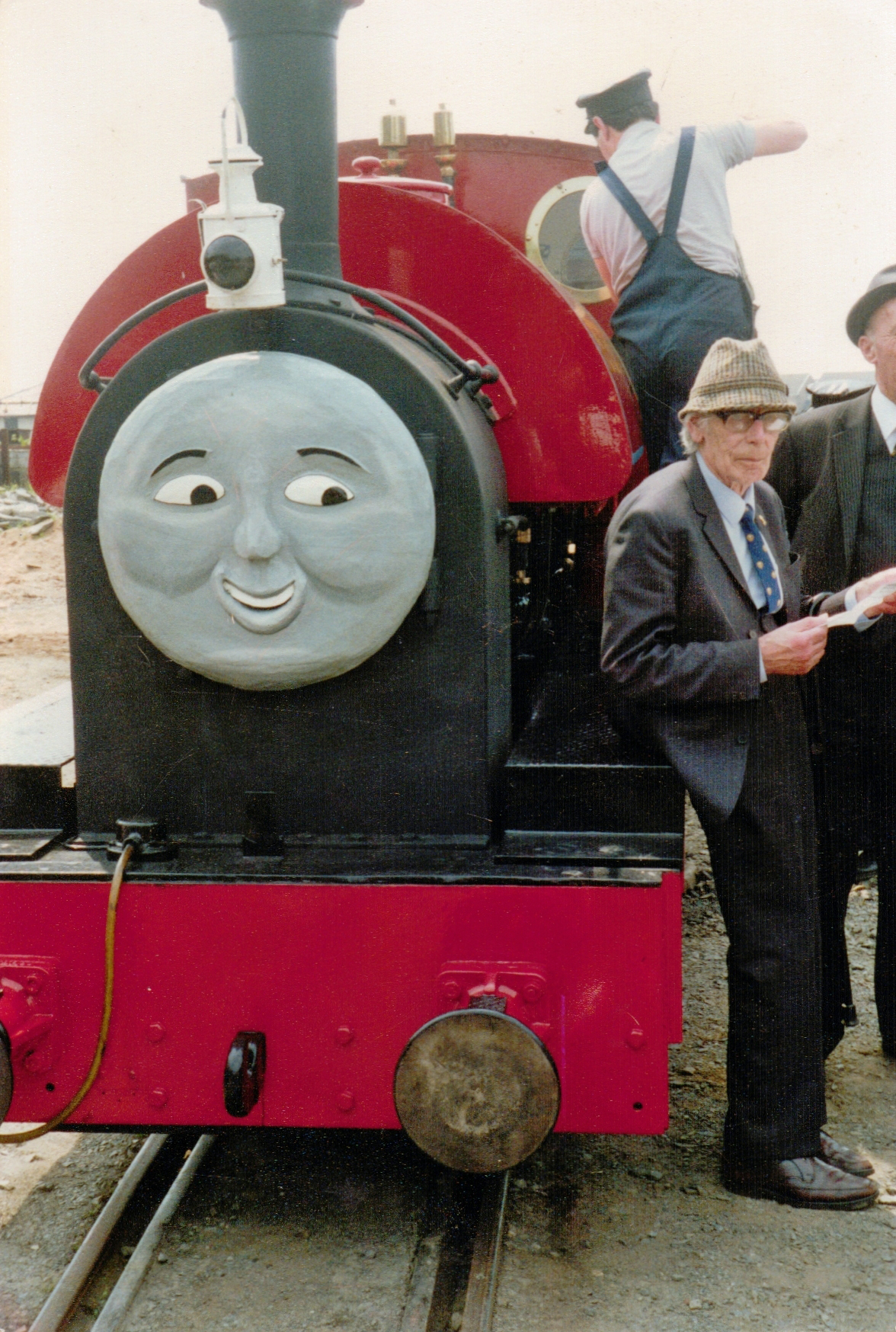
Awdry med karaktären "Peter Sam" i Wales 1988

Wilbert Vere Awdry, född 15 juni 1911 i Romsey i Hampshire, död 21 mars 1997 i Stroud i Gloucestershire i Storbritannien, känd som Reverend W. Awdry, var en engelsk författare, järnvägsentusiast och präst i anglikanska kyrkogemenskapen.
Sina största framgångar inom författarskapet rönte Awdry i och med The Railway Series, en serie barnböcker utspelade i järnvägsmiljö. Första boken, The three railway engines, publicerades 1945. Det lilla tankloket Thomas, som senare blev huvudfigur dök upp först i den andra boken, Thomas the Tank Engine som publicerades 1946. Serien utspelar sig på ön Sodor på svenska "Rälsön", en fiktiv ö som har ett synnerligen väl utbyggt järnvägsnät. Bokserien lade sedermera grunden för den, för barn över hela världen, så populära, animerade TV-serien Thomas & Friends i svensk översättning Thomas och vännerna producerad av den brittiske TV-producenten Britt Allcroft, till vilken Awdry sålde TV-rättigheterna 1980. Awdry fortsatte att ge ut böcker i serien till 1972, den fortsattes därefter av hans son, Christopher Awdry.